# خوسلین الخاندرا نینو
خوسلین الخاندرا نینو (دهه ۱۹۹۰–۱۳ آوریل ۲۰۱۵)، که معمولاً با نام مستعار La Flaca (به انگلیسی: The Skinny One لاغر اندام) شناخته می‌شد، یک قاتل مکزیکی مظنون به کارتل خلیج، یک گروه جنایتکار مستقر در تامائولیپاس، مکزیک بود. او در ۵ ژانویه ۲۰۱۵ در رسانه‌های اجتماعی محبوبیت پیدا کرد، زمانی که یک فرد ناشناس تصویری از او را در حال ژست گرفتن با سلاح گرم در یک صفحه جنایت سازمان یافته آپلود کرد. این پست او را به عنوان یکی از اعضای کارتل خلیج مستقر در ریو براوو معرفی کرد. او به عنوان یک سرباز پیاده، مسئول مبارزه با سلول‌های لوس متروس، یک جناح رقیب لوس سیکلونز، یک زیرگروه کارتل خلیج بود که او به آن تعلق داشت.
او در ۱۳ آوریل ۲۰۱۵، زمانی که مقامات مکزیکی جسد تکه‌تکه شده او را در یک خنک‌کننده یخ در پارکینگی در ماتاموروس کشف کردند، بدن او نشانه‌های مشهودی از شکنجه داشت. او با خالکوبی متمایزش روی ساعدش که «نینو»، نام خانوادگی او را نشان می‌داد، شناسایی شد. در صحنه، بازرسان همچنین یک زن تکه‌تکه شده و یک مرد سر بریده را پیدا کردند که طبق گزارش‌ها، اعضای لوس سیکلونز نیز بودند. در یک پیام مکتوب در محل حادثه آمده بود که او توسط لوس مترو کشته شده‌است.

## حرفه
خوسلین الخاندرا نینو یک قاتل مظنون به کارتل خلیج، یک گروه جنایتکار مستقر در تامائولیپاس بود. او معمولاً با نام مستعار La Flaca (به انگلیسی: لاغر اندام The Skinny One) شناخته می‌شد. این نام مستعار توسط کارتل خلیج به دلیل اندام باریکش به او داده شد. این نام همچنین اشاره ای به بانوی مرگ مقدس است، یک قدیس اسکلت زن که مورد احترام هزاران نفر در مکزیک است و در میان برخی از قاچاقچیان مواد مخدر محبوبیت دارد. گروه‌های جنایی سازمان‌یافته در مکزیک اغلب زنانی مانند نینو را برای ظاهر دخترانه‌شان استخدام می‌کنند تا آنها را از گانگسترهای رقیب و مجری قانون پنهان کنند. زنانی مانند نینو گاهی اوقات قبل از اینکه به رده‌های سرباز پیاده برسند، حرفه جنایی خود را به عنوان دیده‌بان جرایم سازمان یافته یا روسپی آغاز می‌کنند.
نینو در ۵ ژانویه ۲۰۱۵ در رسانه‌های اجتماعی بدنام شد، زمانی که یک کاربر آنلاین ناشناس تصویری از او را به Valor por Tamaulipas، یک صفحه شهروند روزنامه‌نگار که به روز رسانی‌های امنیتی و درز جنایات سازمان یافته را منتشر می‌کند، درز کرد. تصاویر او به فیس بوک و توییتر راه یافت. تصویر او را به عنوان یک قاتل کارتل خلیج در ریو براوو، تاماولیپاس شناسایی کرد. او در مقابل دوربین لبخند می‌زد و با یک سلاح گرم و جلیقه ضد گلوله عکس می‌گرفت. عینک آفتابی خود را روی سرش گذاشته بود و گردنبند طلایی داشت. پس‌زمینه این تصویر، تفسیرهایی را در مورد سبک زندگی ظاهراً کم‌درآمد قاتلان کارتل برانگیخت، که به نظر می‌رسید با این تصور که افرادی که برای گروه‌های جنایت سازمان‌یافته در مکزیک کار می‌کنند، تجملاتی زندگی می‌کنند، تناقض دارد. علاوه بر این، دیگران در بخش نظرات بحث کردند که آیا سبک زندگی مانند نینو ارزش ریسک را دارد یا نه، زمانی که طبق گزارش‌ها، رئیسان جنایت سازمان یافته از بیشتر تجملات لذت می‌برند. عکس او بیش از ۴۰ بار به اشتراک گذاشته شد و بیش از ۱۵۰۰ لایک در فیس بوک داشت.
به گفته بازرسان، این افشاگری احتمالاً توسط یکی از اعضای لوس مترو، یک جناح کارتل خلیج که در حال جنگ با لوس سیکلونز بود، جناحی که نینو بنا به گزارش‌ها به آن تعلق داشت، انجام شده‌است. درگیری‌های داخلی بین این گروه‌ها از ژانویه ۲۰۱۵ آغاز شده بود. آنها گمان می‌کنند که این کار برای تضعیف لوس سیکلونز و ترویج نشت بیشتر اعضای آن در سیستم عامل‌های رسانه‌های اجتماعی انجام شده‌است. در سراسر اوایل سال ۲۰۱۵، اعضای کارتل خلیج اطلاعات رقبای خود را در رسانه‌های اجتماعی به بیرون درز می‌کردند تا آنها را به صورت عمومی به نمایش بگذارند به این امید که توسط نیروهای امنیتی دستگیر شوند یا توسط گانگسترهای رقیب کشته شوند. رهبری جناح نینو توسط آنجل ادواردو پرادو رودریگز (معروف به «سیکلون ۷») مظنون به کارتل خلیج بود. گروه لوس مترو توسط رهبران مظنون خوزه هوگو رودریگز سانچز (مستعار "ال گاف")، خوان مانوئل لویزا سالیناس (مستعار "کوماندانته تورو") و خوان فرانسیسکو کاریزالس (معروف به "مترو ۹۸") اداره می‌شد.
نینو برای سیکلون ۷ کار می‌کرد و حداقل چهار ماه مسئول مبارزه با لوس مترو بود. گروه او درگیر جلوگیری از تهاجمات لوس مترو در ریو براوو از رینوسا تامائولیپاس بود. ریو براوو، جایی که نینو در آن مستقر بود، عمدتاً زمینی بود که توسط لوس مترو کنترل می‌شد، به این معنی که لوس سیکلونز هنگام انجام عملیات در آنجا در معرض خطر بیشتری قرار داشت. هنگامی که تصویر نینو در شبکه‌های اجتماعی به بیرون درز کرد، اعضای لوس مترو او را شناسایی کردند. بین ۱۲ و ۱۳ آوریل، لوس مترو او را به همراه دو همدست از لوس سیکلونز دستگیر کرد.

## مرگ
در ۱۳ آوریل ۲۰۱۵، مقامات مکزیکی در ماتاموروس، تامائولیپاس، جسد تکه‌تکه شده نینو را در یک خنک‌کننده یخ کشف کردند. کولر در پارکینگ سوریانا رها شده بود. بقیه بقایای او در داخل کیسه‌های پلاستیکی پیدا شد. در صحنه، عاملان یک جسد زن تکه‌تکه شده دیگر و یک مرد سر بریده را نیز به جا گذاشتند. بازرسان گمان می‌کنند که دو نفری که با نینو کشته شده‌اند نیز اعضای لوس سیکلونز بوده‌اند. اجساد نشانه‌هایی از شکنجه را نشان می‌داد که احتمالاً برای استخراج اطلاعات مربوط به فعالیت‌های مجرمانه آنها انجام می‌شد. سپس اعتقاد بر این بود که آنها با شلیک سر اعدام و تکه‌تکه شده‌اند. محققان توانستند بقایای او را به دلیل خالکوبی متمایز او با کلمه «نینو»، نام خانوادگی او، روی ساعد شناسایی کنند. تخمین زده می‌شود که او در اواخر نوجوانی یا اوایل بیست سالگی باشد.
تصاویر اجساد تکه‌تکه شده برای اولین بار توسط لوس مترو در توییتر منتشر شد. این تصاویر هشداری برای جناح نینو بود. در یکی از تصاویر، نینو به همراه دو قربانی دیگر قبل از تکه‌تکه شدن بر روی زمین افتاده بود. در عکس دوم، بقایای او در داخل کولر دیده شد. در کنار اجساد، لوس مترو پیامی نوشت و لوس سیکلونز را تهدید کرد. "این برای همه کثیفانی که از لوس سیکلونز حمایت می‌کنند اتفاق می‌افتد. . . به ارسال این احمق‌های لعنتی ادامه دهید.» در این پیام آمده‌است. این پیام همچنین از لوس سیکلونز به دلیل استفاده از سربازان پیاده زن انتقاد کرد و به آنها گفت که قرار است افراد بیشتری را در زمین خود بکشند. این پیام توسط یکی از اعضای لوس مترو با نام مستعار "۶۵" امضا شده‌است.